# Zhane
Zhane  é um personagem fictício da franquia Power Rangers, apresentado pela primeira vez em Power Rangers in Space (1998), sendo retratado por Justin Nimmo. Ele é um humano da colônia espacial KO-35 e é considerado o Ranger mais poderoso do universo. Zhane é o primeiro Sexto Ranger a ter uma roupa de Ranger que se aproxima dos cinco Rangers principais, além de ser o primeiro Ranger Prata da franquia. Ele também assumiu a identidade de Psycho Prata dos Psycho Rangers por um breve período.
Como o Ranger Espacial Prata, seu ator de traje na filmagem Super Sentai de Megaranger foi Hideaki Kusaka (日下 秀昭). Nas filmagens dos Estados Unidos, seus atores de traje foram David Wald e Hiroshi Maeda (前田 浩).

## História

### In Space
Zhane nasceu humano no planeta KO-35, junto com Andros e sua irmã Karone. Os três são adeptos da telecinesia. Zhane se tornou o melhor amigo de Andros e, às vezes, o único que conseguia fazer Andros sorrir. Como um adolescente em KO-35, Zhane e seu melhor amigo Andros juntaram-se ao exército de KO-35 na esperança de um dia se tornarem Power Rangers.
Mais tarde, sendo escolhidos pelo grande sábio Zordon, Zhane e Andros se tornaram os primeiros Rangers espaciais das galáxias, eles receberam uma nave espacial como centro de comando, a Astro Mega Nave e quatro outros Astro Morfadores para escolher 4 outros Rangers. Depois de se tornar o Ranger Espacial Prata, ele e Andros, o Ranger Espacial Vermelho, se uniram para defender a galáxia, a pedido do sábio Zordon. Quando os dois se tornaram Power Rangers, foi um sonho tornado realidade para ambos. Quando Espectro Negro atacou KO-35 com seu exército, Zhane e Andros lutaram contra o exército, mas eles eram implacáveis e numerosos. No meio da batalha, Zhane viu que Andros estava em apuros, no entanto, antes que ele pudesse ser derrotado, Zhane interveio e levou o golpe no lugar de Andros, deixando-o gravemente ferido. Incapaz de tratar as feridas de Zhane adequadamente, Andros o colocou em um tubo criogênico em um compartimento escondido na Astro Mega Nave, na esperança de algum dia restaurá-lo.
Por dois anos inteiros, Andros cuidou de seu amigo na esperança de qualquer sinal de que ele despertasse. Após uma queda forçada em Kadix e ser atacado por necrófagos, o suporte de vida de Zhane falhou brevemente, antes de repentinamente o Ranger de Prata despertar de seu congelamento profundo e lutar ao lado dos Rangers. Zhane provou ser um recurso valioso no início, quando derrotou Ecliptor sozinho, uma façanha que todos os outros cinco Rangers - mesmo trabalhando juntos - lutaram para fazer.
Apesar de estar muito feliz com o retorno de Zhane, Andros lutou brevemente com sua presença entre seus novos amigos desde sua hibernação. Depois de saber que Ashley estava interessada em aprender telecinesia, Zhane ficou feliz em ensiná-la a concentrar seus pensamentos. Andros rapidamente começou a suspeitar das motivações de Zhane, suspeitando que ele estava tentando atrair Ashley. O atrito foi breve, no entanto, com os dois se reconciliando logo depois.
No entanto, durante as batalhas que se seguiram, os poderes de Zhane começaram a falhar inexplicavelmente, forçando-o a se ausentar durante as batalhas. Zhane sabia que precisava de ajuda, mas ainda estava relutante em contar aos outros Rangers. Ele encontrou Alfa 6 e contou a ele sobre seu problema, embora Cassie e Andros tenham interpretado mal como Zhane revelando que ele estava realmente morrendo. Andros e Cassie informaram ao os outros Rangers, e todos concordaram em tornar os últimos dias de Zhane o mais confortáveis possíveis. Para sua diversão, Zhane percebeu o que os outros Rangers pensavam e não resistiu em brincar com os outros. Zhane acabou descobrindo que a razão pela qual ele não podia permanecer transformado por muito tempo era devido a seus poderes "vazarem" como resultado de permanecer em sua forma transformada ao longo de dois anos em suspensão criogênica, o que significa que ele teria que recarregá-los manualmente. Ao descobrir uma tempestade elétrica, ele usou sua energia bruta para restaurar seu Digimorfador de volta à potência máxima. Ao retornar a nave, e sem saber que os outros Rangers haviam descoberto a verdade, Zhane foi pressionado a admitir que havia se aproveitado do mal-entendido.

#### Interesse por Astronema
Depois de salvar Astronema de um de seus próprios monstros, Zhane cuidou dela em um pântano. Assim que ela acordou, Zhane provou o gosto de um marshmallow assado. Ver um sorriso em seu rosto iluminou o dia de Zhane. Astronema saiu com um rápido "obrigado", lembrando-o de que eles eram inimigos agora e para sempre. Zhane percebeu que tinha um interesse romântico na Princesa das Trevas, já que ela estava interessada no Ranger Prata em troca. Zhane recebeu um recado de Astronema dizendo que queria conhecê-lo na fogueira. Zhane estava animado e correu de volta para o Astro Mega Nave para se preparar para seu encontro. No entanto, ele foi chamado para impedir Horrorbull e mais tarde foi ver Astronema. Até ele chegar lá, Zhane estava muito atrasado, o que fez Astronema ficar muito zangada - tão zangada que ela tentou explodi-lo. Ela disse que nunca mais queria vê-lo. Zhane ficou arrasado. Os outros Rangers tentaram fazer Zhane falar com eles, mas Zhane dificilmente poderia dizer a eles que seu coração havia sido partido pela Princesa do Mal.
Com o passar do tempo, Zhane se recuperou de seu encontro com Astronema. Ele ainda se importava com ela, mas seguiu com sua vida. Andros e Zhane finalmente descobriram os rebeldes do KO-35, que estavam se escondendo do Espectro Negro. Percebendo que os rebeldes precisavam de mais mão de obra para sobreviver, Zhane optou por ficar para trás com os rebeldes, reduzindo os Rangers a cinco mais uma vez.
Zhane acabou voltando para ajudar os Rangers a parar um asteroide com seu novo Mega Winger. Quando esta missão foi concluída, ele se juntou aos outros na Astro Mega Nave. Foi-lhe dito que Astronema era na verdade a irmã desaparecida de Andros, Karone. Zhane admitiu que saiu com ela como Astronema, dando a ambos esperança de que um dia pudessem ajudar Karone. Ele e Andros então saem para recuperar Karone, mas acontece que ela foi transformada no maligno Astronema novamente por Espectro Negro, apenas mais malvada do que antes. Andros e Zhane escapam em um Velocifighter de Quantron de volta a Mega Nave.

#### Aventuras posteriores
Embora na maioria das vezes optasse por agir por conta própria, Zhane continuou a retornar e a oferecer sua ajuda tanto quanto possível. Ele ajudou os Rangers em suas várias batalhas e a eventual derrota dos Psycho Rangers, chegando a se disfarçar como Psycho Prata enquanto seus companheiros eram todos Rangers Azuis.
Espectro Negro lançou um ataque em grande escala ao Universo. Enquanto Andros foi para a Fortaleza Negra para enfrentar sua irmã, Zhane liderou os outros Rangers na batalha na Terra. Os Rangers, com a ajuda dos cidadãos de Alameda dos Anjos, nunca desistiram e continuaram a defender a Terra. Enquanto eles estavam lutando, a onda de energia de Zordon destruiu todos os vilões da Terra. Zhane e os Rangers voltaram para KO-35 para ajudar os refugiados a se estabelecerem e voltaram para a Terra para levar uma nova vida.
Em "To the Tenth Power" o paradeiro de Zhane é desconhecido devido ao fato de que ele não apareceu com seus companheiros para ajudar o Rangers Galácticos a lutar contra os Psycho Rangers novamente. Presume-se que ele ainda está na Terra levando uma nova vida enquanto a protege de outras ameaças.

### Dino Thunder
Zhane foi destaque em uma crônica da história do Power Ranger compilada por Tommy Oliver logo após ele formar os Dino Rangers, que foi encontrado pela equipe no Laboratório Dino.

### Super Megaforce
Depois que um alienígena de Andresia chamado Orion encontrou uma Ranger Key Prata e um Morfador, Orion teve visões de múltiplos sextos Rangers, incluindo Zhane, o que resultou na fusão das chaves em uma.
Zhane voltou com seus companheiros Rangers Espaciais como parte da legião dos Rangers Lendários que ajudou os Mega Rangers a lutar contra a Armada de uma vez por todas, lutando em uma enorme batalha contra centenas de X Borgs e dezenas de Bruisers.

### Beast Morphers
Zhane foi mostrado junto com Andros quando os vilões estavam procurando por um vilão do passado para reviver com o Reanimizador, e encontraram Astronema.

## Personalidade
O Ranger Prata é considerado o Ranger mais poderoso do universo. É um lutador determinado, capaz de enfrentar vários adversários ao mesmo tempo. Ele também tem senso de humor e inventa maneiras de enganar os inimigos, como se disfarçar de palhaço e Psycho Prata. No fundo, ele tem sentimentos por Astronema/Karone, e fica magoado com a rejeição inicial dela depois de um piquenique arruinado. No entanto, não se sabe se o relacionamento deles foi reacendido antes que ela assumisse como o Ranger Galáctica Rosa e se juntasse aos colonos da Terra em Mirinoi.

## Poderes
- Telecinesia: Zhane costuma mover objetos com a mente, assim como seu amigo Andros.

## Em outras mídias
- Zhane como Ranger Espacial Prata, aparece no videogame Power Rangers Key Scanner, entre várias outras equipes de Rangers.
- Zhane como o Ranger Espacial Prata, é um personagem jogável em Power Rangers Legacy Wars, ele é um personagem Épico (Líder), Épico (Assistente), também representa Rangers Espaciais, ao lado de Andros, T.J e Cassie.